# 小タイ族
小タイ族（ไทยน้อย）・シャム人（ไทยสยาม）・中南部タイ人（คนภาคกลาง, คนใต้）は、狭義的にタイ中部とタイ南部で原生したタイ族であり、タイ・カダイ語族の中央タイ語を話す。大多数は上座部仏教の信者。
1930〜40年代の同化政策の結果、タイ国内の多くの民族が小タイ族の言語と文化に強制同化された。その結果、タイ人という用語は一般的にタイ国内に住む民族を指すようになった。したがって、政治的な「タイ人」には、小タイ族の他にタイ・ユアン族やイーサーン族などのタイ族のサブグループのみならず、中国から移民してきた潮州人などのタイ族以外の民族も含まれる。

## 概要
メコン川とチャオプラヤ川流域に居住している。小タイ族と呼ばれているのは、オーストラロイドの血が少々混じっているとされるクメール人やモン族とチャンパ人との混血が進んだ結果であり、北部の大タイ族（シャン族）と比較して、肌の色は浅黒く、また背が低いためと言われている。同時に、歴史的な対立や近代以降も行政区画の違いなどにより、大タイ族との違いは少なくない。